# Brottsbalken
Brottsbalken (1962:700) (BrB) är den centrala straffrättsliga lagen i Sverige. Den trädde i kraft den 1 januari 1965 och ersatte då 1864 års strafflag. Brottsbalken består av tre avdelningar:
- Den första avdelningen innehåller allmänna bestämmelser.[1]
- Den andra avdelningen, med rubriken Om brotten, innehåller en så kallad brottskatalog eller en uppräkning av de olika brotten.[2] De olika brotten brukar i sin tur uppdelas på brott mot person, förmögenhetsbrott samt brott mot staten och allmänheten.
- Den tredje avdelningen, med rubriken Om påföljderna, innehåller en uppräkning av de påföljder, i dagligt tal straff, som kan följa när brott är bevisat och lagföring skett i domstol.[3] Dessa är böter och fängelse samt villkorlig dom, skyddstillsyn och överlämnande till särskild vård. Den innehåller även riktlinjer för vad som är försvårande omständigheter respektive förmildrande omständigheter samt regler om när påföljd bortfaller. Här finner man även regler om förverkande av egendom, företagsbot och övervakningsnämnder.

De olika brotten i brottskatalogen omfattar en normalnivå och i anslutning till detta ofta ett grovt brott och ett ringa brott. Som exempel kan nämnas stöld. Kriterier för att en stöld ska bedömas som grov är att den skett efter intrång i bostad, avsett sak som någon bar på sig, gärningsmannen varit försedd med vapen, sprängämne eller annat dylikt hjälpmedel, gärningen eljest varit av särskilt farlig eller hänsynslös art alternativt gärningen avsett betydande värde eller inneburit synnerligen kännbar skada. Om stölden med hänsyn till det tillgripnas värde och övriga omständigheter vid brottet är att anse som ringa, döms för ringa stöld (tidigare benämnt snatteri innan en lagändring 2017). Vissa brott, exempelvis djurplågeri och falsk tillvitelse, har endast en normalnivå och saknar en grov variant av brottet.

## Avdelningarna

### Andra avdelningen

#### 3 kap. Om brott mot liv och hälsa
- 1 § Mord
- 2 § Dråp
- 3 § Barnadråp
- 4 § Upphävd genom lag (1974:596)
- 5 § Misshandel
- 6 § Grov misshandel
- 7 § Vållande till annans död
- 8 § Vållande av kroppsskada eller sjukdom
- 9 § Framkallande av fara för annan
- 10 § Arbetsmiljöbrott
- 11 § Försöksbrott
- 12 § Åtalsangivelse

#### 4 kap. Om brott mot frihet och frid
- 1 § Människorov
- 1 a § Människohandel
- 1 b § Människoexploatering
- 2 § Olaga frihetsberövande
- 3 § Upphävd genom lag (2004:406)
- 4 § Olaga tvång
- 4 a § Grov fridskränkning och kvinnofridskränkning
- 4 b § Olaga förföljelse
- 4 c § Äktenskapstvång
- 4 d § Vilseledande till tvångsäktenskapsresa
- 5 § Olaga hot
- 6 § Hemfridsbrott och olaga intrång
- 6 a § Kränkande fotografering
- 7 § Ofredande
- 8 § Brytande av post- eller telehemlighet
- 9 § Intrång i förvar
- 9 a § Olovlig avlyssning
- 9 b § Förberedelse till brott enligt 6 a §, 8 § och 9 a §
- 9 c § Dataintrång
- 10 § Försöksbrott
- 11 § Åtalsangivelse

#### 5 kap. Om ärekränkning
- 1 § Förtal
- 2 § Grovt förtal
- 3 § Förolämpning
- 4 § Förtal av avliden
- 5 § Åtalsangivelse

#### 6 kap. Om sexualbrott
- 1 § Våldtäkt
- 1 a § Oaktsam våldtäkt
- 2 § Sexuellt övergrepp
- 3 § Oaktsam sexuellt övergrepp
- 4 § Våldtäkt mot barn
- 5 § Sexuellt utnyttjande av barn
- 6 § Sexuellt övergrepp mot barn
- 7 § Samlag med avkomling
- 8 § Utnyttjande av barn för sexuell posering
- 9 § Utnyttjande av barn genom köp av sexuell handling
- 10 § Sexuellt ofredande
- 10 a § Kontakt med barn i sexuellt syfte
- 11 § Köp av sexuell tjänst
- 12 § Koppleri
- 13 § Under viss ålder
- 14 § Ringa skillnad i ålder mellan förövare och brottsoffer
- 15 § Försöksbrott

#### 7 kap. Om brott mot familj
- 1 § Tvegifte
- 1 a § Upphävd genom lag (2009:255)
- 2 § Otillbörligt utverkande av samtycke eller tillstånd till adoption av barn
- 3 § Förvanskande av familjeställning
- 4 § Egenmäktighet med barn
- 5 § Försöksbrott
- 6 § Åtalsangivelse

#### 8 kap. Om stöld, rån och andra tillgreppsbrott
- 1 § Stöld
- 2 § Ringa stöld
- 3 § Upphävd genom lag (1987:791)
- 4 § Grov stöld
- 5 § Rån
- 6 § Grovt rån
- 7 § Tillgrepp av fortskaffningsmedel
- 8 § Egenmäktigt förfarande
- 9 § Självtäkt
- 10 § Olovlig energiavledning (tidigare "olovlig kraftavledning")
- 10 a § (upphävd) Olovlig avledning av värmeenergi (nu omfattas av 10 §)
- 11 § Olovlig tager mark eller skog
- 12 § Försöksbrott
- 13 § Åtalsangivelse

#### 9 kap. Om bedrägeri och annan oredlighet
- 1 § Bedrägeri
- 2 § Ringa bedrägeri
- 3 § Grovt bedrägeri
- 3 a § Grovt fordringsbedrägeri
- 3 b § Subventionsmissbruk
- 4 § Utpressning
- 5 § Ocker
- 6 § Häleri
- 6 a § Upphävd genom lag (2014:308)
- 7 § Häleriförseelse
- 7 a § Upphävd genom lag (2014:308)
- 8 § Oredligt förfarande
- 9 § Svindleri
- 10 § Ockerpantning
- 11 § Försöksbrott
- 12 § Åtalsangivelse

#### 10 kap. Om förskingring, annan trolöshet och mutbrott
- 1 § Förskingring
- 2 § Undandräkt
- 3 § Grov förskingring
- 4 § Olovligt förfogande
- 5 § Trolöshet mot huvudman
- 5 a § Tagande av muta
- 5 b § Givande av muta
- 5 c § Grovt givande av muta
- 5 d § Handel med inflytande
- 5 e § Vårdslös finansiering av mutbrott
- 6 § Behörighetsmissbruk
- 7 § Olovligt brukande
- 8 § Fyndförseelse
- 9 § Försöksbrott
- 10 § Åtalsangivelse

#### 11 kap. Om brott mot borgenärer m.m.
- 1 § Oredlighet mot borgenärer
- 2 § Försvårande av konkurs eller exekutiv förrättning
- 3 § Vårdslöshet mot borgenär
- 4 § Otillbörligt gynnande av borgenär
- 5 § Bokföringsbrott
- 6 § Försök till brott enligt 1 §
- 7 § Om gäldenär
- 8 § Åtalsangivelse

#### 12 kap. Om skadegörelsebrott
- 1 § Skadegörelse
- 2 § Ringa skadegörelse
- 2 a § Åverkan
- 3 § Grov skadegörelse
- 4 § Tagande av olovlig väg
- 5 § Försöksbrott
- 6 § Åtalsangivelse

#### 13 kap. Om allmänfarliga brott
- 1 § Mordbrand
- 2 § Grov mordbrand
- 3 § Allmänfarlig ödeläggelse
- 4 § Sabotage
- 5 § Grovt sabotage
- 5 a § Kapning och sjö- och luftfartssabotage
- 5 b § Flygplatssabotage
- 6 § Allmänfarlig vårdslöshet
- 7 § Spridande av gift eller smitta
- 8 § Förgöring
- 8 a § Upphävd genom lag (1998:809)
- 9 § Vårdslöshet med gift eller smittämne
- 10 § Underlåtenhet att avvärja allmänfara
- 11 § Strafflindring
- 12 § Försöksbrott

#### 14 kap. Om förfalskningsbrott
- 1 § Urkundsförfalskning
- 2 § Förvanskning av urkund
- 3 § Grov urkundsförfalskning
- 4 § Hindrande av urkunds bevisfunktion
- 5 § Signaturförfalskning
- 6 § Penningförfalskning
- 6 a § Ny beteckning (7 §) och lydelse genom lag (2013:425)
- 7 § Olovlig befattning med falska pengar
- 8 § Märkesförfalskning
- 9 § Förfalskning av fast märke
- 10 § Om falsk urkund
- 11 § Olaga spridande av efterbildning
- 12 § Strafflindring
- 13 § Försöksbrott

#### 15 Kap. Om mened, falskt åtal och annan osann utsaga
- 1 § Mened
- 2 § Osann partutsaga
- 3 § Ovarsam utsaga
- 4 § Ansvarsfrihet för 1-3 §§
- 4 a § Osann utsaga inför nordisk domstol
- 4 b § Osann eller ovarsam utsaga inför en internationell domstol
- 5 § Falskt åtal och obefogat åtal
- 6 § Falsk angivelse och obefogad angivelse
- 7 § Falsk tillvitelse och vårdslös tillvitelse
- 8 § Bevisförvanskning
- 9 § Underlåtenhet att avvärja rättsfel
- 10 § Osann försäkran och vårdslös försäkran
- 11 § Osant intygande och brukande av osann urkund
- 12 § Missbruk av urkund och missbruk av urkund
- 13 § Förnekande av underskrift
- 14 § Strafflindring
- 15 § Försöksbrott

#### 16 kap. Om brott mot allmän ordning
- 1 § Upplopp
- 2 § Våldsamt upplopp
- 3 § Ohörsamhet mot ordningsmakten
- 4 § Störande av förrättning eller av allmän sammankomst
- 5 § Uppvigling
- 6 § Myteri
- 7 §  Upphävd genom lag (1970:225)
- 8 § Hets mot folkgrupp
- 9 § Olaga diskriminering
- 10 § Brott mot griftefrid
- 10 a § Barnpornografibrott
- 10 b § Ansvarsfrihet enligt 10 a §
- 10 c § Olaga våldsskildring
- 10 d § Otillåten utlämning av teknisk upptagning
- 11 § Otillåtet förfarande med pornografisk bild
- 12 § Förledande av ungdom
- 13 § Djurplågeri
- 14 § Dobbleri
- 14 a § Grovt dobbleri
- 15 § Falskt larm
- 16 § Förargelseväckande beteende
- 17 § Försöksbrott
- 18 § Medhjälp till brott enligt 14 § och 14 a §
- 19 § Upphävd genom lag (2010:1881)
- 15 § Försöksbrott

#### 17 kap. Om brott mot allmän verksamhet m.m.
- 1 § Våld eller hot mot tjänsteman
- 2 § Förgripelse mot tjänsteman
- 3 § Upphävd genom lag (1975:667)
- 4 § Våldsamt motstånd
- 5 § Om 1, 2 och 4 §§
- 6 § Internationell tjänsteman
- 7 §  Upphävd genom lag (2001:301)
- 8 § Otillbörligt verkande vid röstning och tagande av otillbörlig förmån vid röstning
- 9 § Brott mot rösthemlighet
- 10 § Övergrepp i rättssak
- 11 § Skyddande av brottsling
- 12 § Främjande av flykt
- 13 § Överträdelse av myndighets bud och hindrande av förrättning
- 14 § Upphävd genom lag (1975:667)
- 15 § Föregivande av allmän ställning
- 16 § Försöksbrott
- 17 § Upphävd genom lag (2012:301)

#### 18 kap. Om högmålsbrott
- 1 § Uppror
- 2 § Om brott mot konungen eller medlem av konungahuset
- 3 § Väpnat hot mot laglig ordning
- 4 § Olovlig kårverksamhet
- 5 § Brott mot medborgerlig frihet
- 6 § Svikande av försvarsplikt
- 7 § Försöksbrott
- 8 § Åtalsangivelse

#### 19 kap. Om brott mot Sveriges säkerhet m.m.
- 1 § Högförräderi
- 2 § Krigsanstiftan
- 3 § Trolöshet vid förhandling med främmande makt
- 4 § Egenmäktighet vid förhandling med främmande makt
- 5 § Spioneri
- 6 § Grovt spioneri
- 7 § Obehörig befattning med hemlig uppgift
- 8 § Grov obehörig befattning med hemlig uppgift
- 9 § Vårdslöshet med hemlig uppgift
- 10 § Olovlig underrättelseverksamhet mot Sverige
- 10 a § Olovlig underrättelseverksamhet med främmande makt
- 10 b § Olovlig underrättelseverksamhet mot person
- 11 § Förgripelse å främmande makts statsöverhuvud eller representant
- 12 § Olovlig värvning
- 13 § Tagande av utländskt understöd
- 14 § Försöksbrott
- 15 § Straffskärpning
- 16 § Åtalsangivelse

#### 20 kap. Om tjänstefel m.m.
- 1 § Tjänstefel
- 2 § Upphävd genom lag (2012:301)
- 3 § Brott mot tystnadsplikt
- 4 § Avskilja myndighetsutövare
- 5 § Åtalsangivelse
- 6 § Upphävd genom lag (1975:667)
- 7 § Upphävd genom lag (1975:667)
- 8 § Upphävd genom lag (1975:667)
- 9 § Upphävd genom lag (1975:667)
- 10 § Upphävd genom lag (1975:667)
- 11 § Upphävd genom lag (1975:667)
- 12 § Upphävd genom lag (1975:667)
- 13 § Upphävd genom lag (1975:667)
- 14 § Upphävd genom lag (1975:667)
- 15 § Upphävd genom lag (1975:667)

#### 21 kap. Om brott av krigsmän
- 1 § Kapitlet tillämpas när riket är i krig
- 2 § Regeringen föreskriver när riket ej längre är i krig och tillämpning av 1 § ej längre gäller
- 3 § Vilka krigsmän som tillämpas av kapitlet
- 4 § Vilka krigsfångar som tillämpas av kapitlet
- 5 § Lydnadsbrott
- 6 § Grovt lydnadsbrott
- 7 § Rymning
- 8 § Våld eller hot mot förman
- 9 § Samröre med fienden
- 10 § Undergrävande av stridsviljan
- 11 § Försummande av krigsförberedelse
- 12 § Obehörig kapitualtion
- 13 § Stridsförsumlighet
- 14 § Tjänstebrott
- 15 § Försöksbrott
- 16 § Om främmande makt

#### 22 kap. Om landsförräderi m.m.
- 1 § Landsförräderi
- 2 § Landssvek
- 3 § Landsskadlig vårdslöshet
- 4 § Ansvarsfrihet enligt 1-3 §§
- 5 § Ryktesspridning till fara för rikets säkerhet
- 6 § Upphävd genom lag (2014:407)
- 6 a § Olovlig befattning med kemiska vapen
- 6 b § Olovlig befattning med minor
- 6 c § Olovlig kärnsprängning
- 7 §  Försöksbrott
- 8 § Upphävd genom lag (2014:407)
- 9 § Om brott mot stat som är förbunden med riket
- 10 § Tillämpning av kapitel 19, 21 och 22
- 11 § Om främmande makt

#### 23 kap. Om försök, förberedelse, stämpling och medverkan till brott
- 1 § Försök till brott
- 2 § Förberedelse och stämpling till brott
- 3 § Tillbakaträdande från försök, förberedelse och stämpling
- 4 § Medverkan till brott
- 5 § Ringa medverkan till brott
- 6 § Underlåtenhet att avslöja eller hindra brott
- 7 § Vinning för annan

#### 24 kap. Om allmänna grunder för ansvarsfrihet
- 1 § Nödvärn
- 2 § Laga befogenhet att bruka våld
- 3 § Laga befogenhet att bruka våld vid myteri
- 4 § Nöd
- 5 § Ansvarsfrihet för den som kommer till hjälp
- 6 § Excess
- 7 § Samtycke
- 8 § Förmans order
- 9 § Straffrättsvillfarelse